# Benedicty József
Benedicty József (Békés, 1858. április 7. – Budapest, 1920. november 28.) magyar építész, miniszteri tanácsos.

## Élete
Benedicty József (1828–1894) gyógyszerész és Koritsánszky Paulina Amália (1834–1913) fiaként született evangélikus családban. 1872 és 1879 között Stuttgartban végezte a főreáliskolát, 1879-től 1882-ig ugyanott a polytechnikumot, amelynek befejeztével 1883-ban építészmérnöki oklevelet szerzett. 1882–1883-ban Levis műegyetemi tanár irodájában templomok és iskolák tervezésével foglalkozott. 1883-ban Budapestre jött, és 1883–1885-ig Schulek Frigyes mellett a budavári Mátyás-templomnál dolgozott. Nyilvános tervpályázaton Békés város bérházának építését elnyerve, azt 1886–1887-ben felépítette. 1888-ban Budapest főváros szolgálatába lépett, és 1891-ig a mérnöki hivatalban elsőosztályú segédmérnöki minőségben működött. Ez idő alatt a fővárosi kórházak építési és fenntartási munkáit vezette, tervezte a főváros oltónyiroktermelő intézetének épületét, de ő vezette a ferencvárosi gabonaraktárak építési munkáit.
1891-ben elsőosztályú királyi mérnökké nevezték ki és állami szolgálatba lépett. 1895-ben királyi főmérnök lett, és ettől kezdve állami magas építkezésekkel foglalkozott.

## Ismert épületei

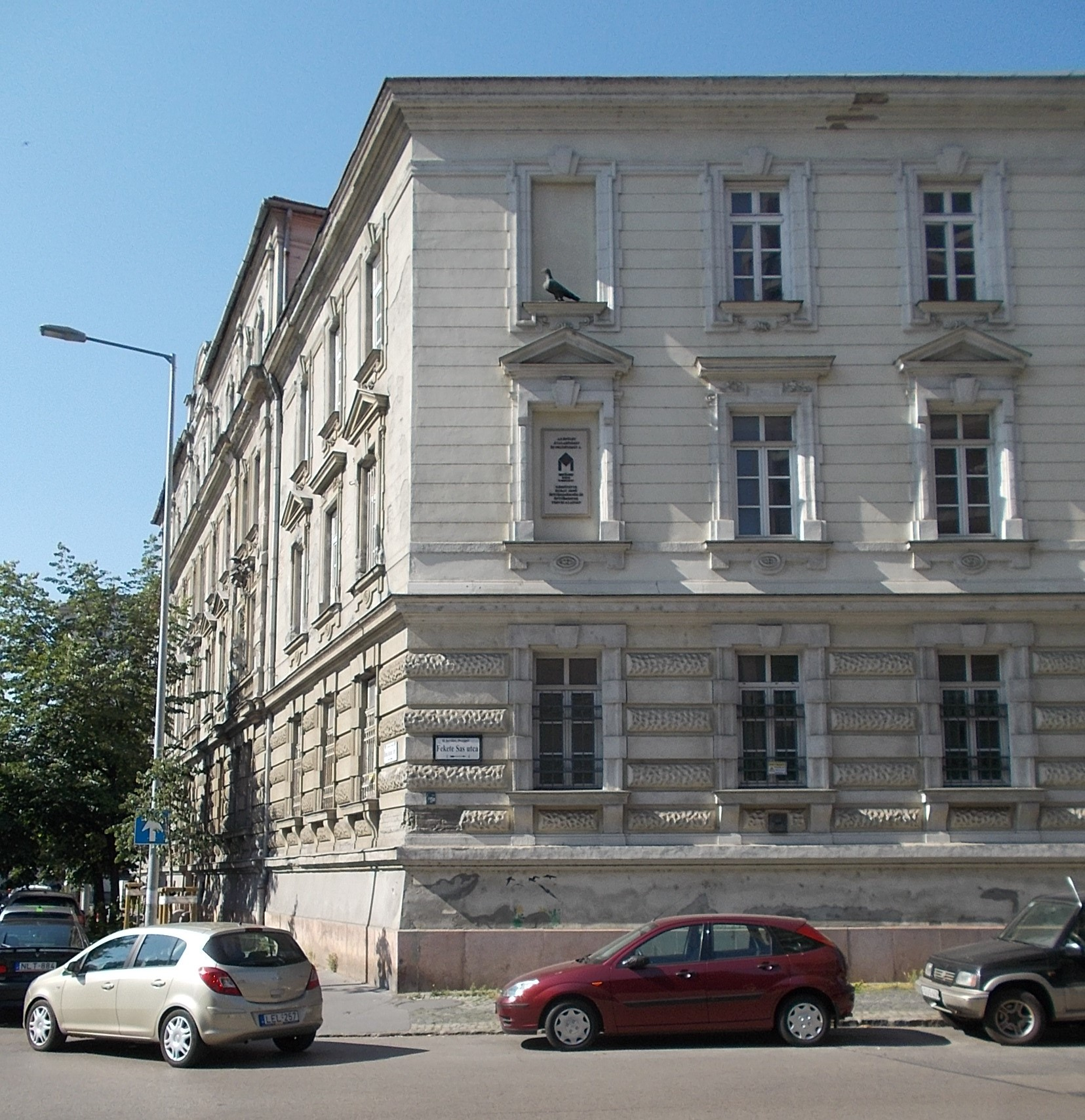
Radetzky-laktanya

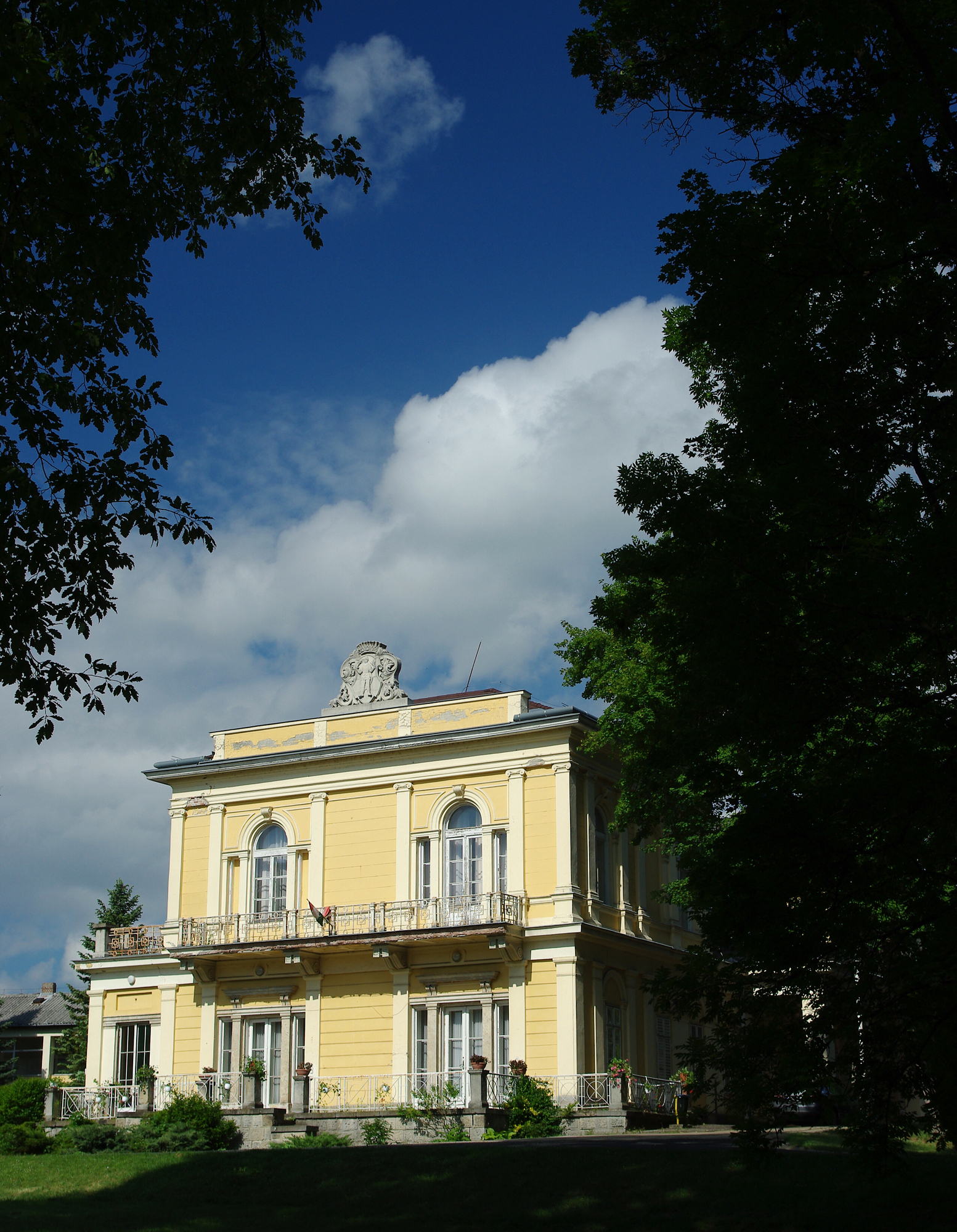
Teleki–Tisza-kastély

- 1885/1886–1887: Békés város bérháza (ma: Békés Városi Jantyik Mátyás Múzeum), Békés, Széchenyi tér 4.[4][5]
- 1886–1887: Református templom, Békés[4]
- 1895–1896: Magyar Királyi Posta, Zimony[4]
- 1895–1896: első honvéd huszárezred laktanya, Budapest[4][6]
- 1897: első gyalogezred laktanyája, Budapest[4]
- 1898: I. Ferenc József gyalogsági laktanya (később: Zrínyi Miklós Nemzetvédelmi Egyetem, Bolyai János Katonai műszaki Főiskolai Kar), Budapest, Üllői út (2008-ban elbontották)[6]
- 1901: Csendőrségi laktanya, Budapest, Böszörményi út 21.[4][7]
- 1904–1905: Jézus Legszentebb Szíve  templom, Aszód (1960-ban lebontották)[8]
- ?: fővárosi oltónyiroktermelő intézet[4] (talán a Magyar Királyi Állami Bakteriológiai Intézet és Oltóanyag Termelő Intézet, Budapest, Hungária körút ?)
- ?: Fényesi evangélikus temetőkápolna, Békéscsaba, Györkei út[9]

Az ő tervei szerint valósult meg gróf Tisza Lajos nagykovácsi kastélyának (Nagykovácsi, Kossuth utca 2–4.) átalakítási terve is (1880-as évek). 1898-ban a budapesti első honvédkerületi parancsnokság épületének építésfelügyeletével volt megbízva.
1898-ban átépítette a Radetzky-laktanyát (Budapest, Bem tér 3.).

### Síremlékek
- 1890 k.: Czékus István evangélikus püspök síremléke,[4] Rozsnyó[12]

## Egyéb irodalom
- Nagy József – Mester Péter – Romvári Gáborné: Békési életrajzi kislexikon – a reformáció korától a XX. század végéig, Békési Városvédő és Szépítő Egyesület kiadása, Békés, 2001, ISBN 963-00-6371-9